# Dunstanoides
Dunstanoides är ett släkte av spindlar. Dunstanoides ingår i familjen Amphinectidae.
Kladogram enligt Catalogue of Life:
| Dunstanoides | \| \| Dunstanoides angustiae \| \| \| \| \| \| Dunstanoides hesperis \| \| \| \| \| \| Dunstanoides hinawa \| \| \| \| \| \| Dunstanoides hova \| \| \| \| \| \| Dunstanoides kochi \| \| \| \| \| \| Dunstanoides mira \| \| \| \| \| \| Dunstanoides montana \| \| \| \| \| \| Dunstanoides nuntia \| \| \| \| \| \| Dunstanoides salmoni \| \| \| \| |
|              | \| \| Dunstanoides angustiae \| \| \| \| \| \| Dunstanoides hesperis \| \| \| \| \| \| Dunstanoides hinawa \| \| \| \| \| \| Dunstanoides hova \| \| \| \| \| \| Dunstanoides kochi \| \| \| \| \| \| Dunstanoides mira \| \| \| \| \| \| Dunstanoides montana \| \| \| \| \| \| Dunstanoides nuntia \| \| \| \| \| \| Dunstanoides salmoni \| \| \| \| |
|              | Dunstanoides angustiae |
|              | |
|              | Dunstanoides hesperis |
|              | |
|              | Dunstanoides hinawa |
|              | |
|              | Dunstanoides hova |
|              | |
|              | Dunstanoides kochi |
|              | |
|              | Dunstanoides mira |
|              | |
|              | Dunstanoides montana |
|              | |
|              | Dunstanoides nuntia |
|              | |
|              | Dunstanoides salmoni |
|              | |